# 蟾龟属
蟾龟属（学名：Sahonachelys）是发现于马达加斯加马斯特里赫特期梅诺法拉组地层的一类已灭绝侧颈龟类，该属目前只包含一个物种迅嘴蟾龟（Sahonachelys mailakavava）。

## 发现与命名
正模标本(UA) 10581最初于2015年6月在马达加斯加西北部Mahajanga盆地内马斯特里赫特期的梅法拉诺组（Maevarano Formation）地层中发现，发掘蟾龟属化石的同时还移除了上方一米内的富含主龙类化石的覆盖层。正模标本包括一部分保存完好的骨骼，包括头骨、部分舌骨、外壳、四肢、肩带和脊椎骨的残骸。
该分类单元于2021年建立为一个新属。该分类单元的属名是一个由马达加斯加语单词“sahona”（意为“青蛙”）和希腊语单词“chelys”意为“海龟”）组合而成的合成词；种加名由马达加斯加语“mailaka”和“vava”组成，前者表示快速，后者表示嘴巴；完整的二名法名称翻译为“迅嘴蟾龟”。

## 描述

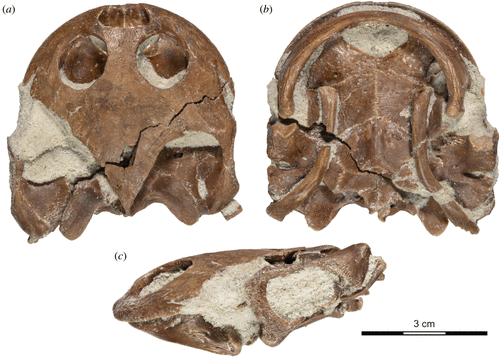
正模标本的头骨

蟾龟属是一类小型侧颈龟类，生存于大约7210万至6600万年前（马斯特里赫特期）的马达加斯加。它有一个扁平的头骨，特别是小而优雅的下巴，使它的头在现实中看起来像青蛙。蟾龟属拥有增大的舌骨，没有牙齿，头骨上下两个面向彼此的表面发育不良，这表明蟾龟属是专为水生吸食的生活方式而生的。蟾龟属可能以昆虫幼虫、小鱼和蝌蚪为食。
这种特殊的进食方式在其他任何冠群侧颈龟类中都没有化石记录，表现了白垩纪马达加斯加动物群的独特性，以及在这段时间内它们与地球其他地区相隔离的进化方式。

## 分类
Joyce等人进行的系统发育分析发现，它是Sokatra antitra的姐妹群，其理论基础是上颌骨对眼眶底部的影响较少，并且上颌骨存在明显的后突。因此，Sokatra属和蟾龟属共同构成了蟾龟科。同一系统发育分析还得出结论， 蟾龟科是由南美侧颈龟科和Bothremydidae科共同组成的一个演化支的姐妹群。
本属包括以下物种：
- 迅嘴蟾龟 Sahonachelys mailakavava Joyce et al., 2021（模式种）